# Kovrai, Ciornobai
Kovrai (în ucraineană Коврай) este un sat în comuna Prîdniprovske din raionul Ciornobai, regiunea Cerkasî, Ucraina.

## Demografie
Componența lingvistică a localității Kovrai
     Ucraineană (99,6%)
     Alte limbi (0,4%)
Conform recensământului din 2001, majoritatea populației localității Kovrai era vorbitoare de ucraineană (99,6%), existând în minoritate și vorbitori de alte limbi.